# Campeonato Africano de Naciones de 2024
El Campeonato Africano de Naciones de 2024 (denominado Campeonato Africano de Naciones Total 2024 por motivos de patrocinio) será la octava edición de este torneo de selecciones nacionales absolutas pertenecientes a la Confederación Africana de Fútbol (CAF), en el que solo pueden participar jugadores que juegan en la liga local de su respectivo país.
El torneo se llevará a cabo en Kenia, Tanzania y Uganda entre el 1 y el 28 de febrero de 2025. Por primera vez, el torneo se llevará a cabo en tres países.

## Países anfitriones
Kenia, Tanzania y Uganda fueron nombrados coanfitriones de la edición de 2024 el 17 de diciembre de 2023 como ensayo general de la Copa Africana de Naciones de 2027. 

## Clasificación
Un total de 40 selecciones participaron en las rondas eliminatorias para el campeonato. Las selecciones de Egipto y Argelia se retiraron antes del inicio de las clasificatorias.

## Equipos participantes
En cursiva los equipos debutantes.
| Equipos participantes | Equipos participantes | Equipos participantes           | Equipos participantes |
| --------------------- | --------------------- | ------------------------------- | --------------------- |
| Angola                | Marruecos             | República Democrática del Congo | Sudáfrica             |
| Argelia               | Madagascar            | Senegal                         | Tanzania              |
| Burkina Faso          | Mauritania            | Sudán                           | Uganda                |
| Congo                 | Níger                 | República Centroafricana        | Zambia                |
| Guinea                | Nigeria               |                                 |                       |
| Kenia                 |                       |                                 |                       |

## Sorteo
El sorteo se realizó el 15 de enero de 2025 en Nairobi, Kenia, que se jugará en agosto de 2025.

La brillante ceremonia se celebró en el Centro Internacional de Convenciones Kenyatta (KICC). El torneo cuenta únicamente con jugadores que compiten en sus ligas nacionales y es una plataforma para mostrar la calidad del talento local. Es un concepto exclusivo de África.
| Sembrados                     | Bombo 1                                      | Bombo 2                        | Bombo 3                                                                                                |
| ----------------------------- | -------------------------------------------- | ------------------------------ | --- |
| Kenia Tanzania Uganda Senegal | Marruecos Níger Guinea Ecuatorial Madagascar | Mauritania Guinea Sudán Angola | República Democrática del Congo Zambia Burkina Faso Nigeria República Centroafricana Argelia Sudáfrica |

## Sedes
Las sedes del torneo fueron asignadas de la siguiente forma.
| Centro Deportivo Moi | Estadio Nacional Nyayo |
| Capacidad: 65 000    | Capacidad: 30 000      |
|                      |                        |

| Estadio Benjamin Mkapa | Estadio Amaan     |
| Capacidad: 60 000      | Capacidad: 20 000 |
|                        |                   |

| Estadio Nelson Mandela |
| Capacidad: 45 202      |
|                        |

## Primera fase

### Grupo A
| Selección                       | Pts. | PJ | PG | PE | PP | GF | GC | Dif | Situación                   |
| ------------------------------- | ---- | -- | -- | -- | -- | -- | -- | --- | --------------------------- |
| Kenia (H)                       | 10   | 4  | 3  | 1  | 0  | 4  | 1  | +3  | Avanzan a Fase eliminatoria |
| Marruecos                       | 9    | 4  | 3  | 0  | 1  | 8  | 3  | +5  | Avanzan a Fase eliminatoria |
| República Democrática del Congo | 6    | 4  | 2  | 0  | 2  | 5  | 4  | +1  |                             |
| Angola                          | 4    | 4  | 1  | 1  | 2  | 3  | 6  | –3  |                             |
| Zambia                          | 0    | 4  | 0  | 0  | 4  | 2  | 8  | –6  |                             |

| Fecha                | Lugar                                   | Local                           | Resultado | Visitante                       |
| -------------------- | --------------------------------------- | ------------------------------- | --------- | ------------------------------- |
| 3 de agosto de 2025  | Centro Deportivo Moi, Nairobi (Kenia)   | Kenia                           | 1 – 0     | República Democrática del Congo |
| 3 de agosto de 2025  | Estadio Nacional Nyayo, Nairobi (Kenia) | Angola                          | 0 – 2     | Marruecos                       |
| 7 de agosto de 2025  | Centro Deportivo Moi, Nairobi (Kenia)   | Kenia                           | 1 – 1     | Angola                          |
| 7 de agosto de 2025  | Estadio Nacional Nyayo, Nairobi (Kenia) | República Democrática del Congo | 2 – 0     | Zambia                          |
| 10 de agosto de 2025 | Centro Deportivo Moi, Nairobi (Kenia)   | Kenia                           | 1 – 0     | Marruecos                       |
| 10 de agosto de 2025 | Estadio Nacional Nyayo, Nairobi (Kenia) | Zambia                          | 1 – 2     | Angola                          |
| 14 de agosto de 2025 | Centro Deportivo Moi, Nairobi (Kenia)   | Angola                          | 0 – 2     | República Democrática del Congo |
| 14 de agosto de 2025 | Estadio Nacional Nyayo, Nairobi (Kenia) | Marruecos                       | 3 – 1     | Zambia                          |
| 17 de agosto de 2025 | Centro Deportivo Moi, Nairobi (Kenia)   | Zambia                          | 0 – 1     | Kenia                           |
| 17 de agosto de 2025 | Estadio Nacional Nyayo, Nairobi (Kenia) | República Democrática del Congo | 1 – 3     | Marruecos                       |

### Grupo B
| Selección                | Pts. | PJ | PG | PE | PP | GF | GC | Dif | Situación                   |
| ------------------------ | ---- | -- | -- | -- | -- | -- | -- | --- | --------------------------- |
| Tanzania (H)             | 10   | 4  | 3  | 1  | 0  | 5  | 1  | +4  | Avanzan a Fase eliminatoria |
| Madagascar               | 7    | 4  | 2  | 1  | 1  | 5  | 3  | +2  | Avanzan a Fase eliminatoria |
| Mauritania               | 7    | 4  | 2  | 1  | 1  | 2  | 1  | +1  |                             |
| Burkina Faso             | 3    | 4  | 1  | 0  | 3  | 5  | 7  | –2  |                             |
| República Centroafricana | 1    | 4  | 0  | 1  | 3  | 2  | 7  | –5  |                             |

| Fecha                | Lugar                                           | Local                    | Resultado | Visitante                |
| -------------------- | ----------------------------------------------- | ------------------------ | --------- | ------------------------ |
| 2 de agosto de 2025  | Estadio Benjamin Mkapa, Dar es-Salam (Tanzania) | Tanzania                 | 2 – 0     | Burkina Faso             |
| 3 de agosto de 2025  | Estadio Benjamin Mkapa, Dar es-Salam (Tanzania) | Madagascar               | 0 – 0     | Mauritania               |
| 6 de agosto de 2025  | Estadio Benjamin Mkapa, Dar es-Salam (Tanzania) | Tanzania                 | 1 – 0     | Mauritania               |
| 6 de agosto de 2025  | Estadio Benjamin Mkapa, Dar es-Salam (Tanzania) | Burkina Faso             | 4 – 2     | República Centroafricana |
| 9 de agosto de 2025  | Estadio Benjamin Mkapa, Dar es-Salam (Tanzania) | República Centroafricana | 0 – 1     | Mauritania               |
| 9 de agosto de 2025  | Estadio Benjamin Mkapa, Dar es-Salam (Tanzania) | Tanzania                 | 2 – 1     | Madagascar               |
| 13 de agosto de 2025 | Estadio Benjamin Mkapa, Dar es-Salam (Tanzania) | Madagascar               | 2 – 0     | República Centroafricana |
| 13 de agosto de 2025 | Estadio Benjamin Mkapa, Dar es-Salam (Tanzania) | Mauritania               | 1 – 0     | Burkina Faso             |
| 16 de agosto de 2025 | Estadio Benjamin Mkapa, Dar es-Salam (Tanzania) | República Centroafricana | 0 – 0     | Tanzania                 |
| 16 de agosto de 2025 | Estadio Amaan, Stone Town (Tanzania)            | Burkina Faso             | 1 – 2     | Madagascar               |

### Grupo C
| Selección  | Pts. | PJ | PG | PE | PP | GF | GC | Dif | Situación                   |
| ---------- | ---- | -- | -- | -- | -- | -- | -- | --- | --------------------------- |
| Uganda (H) | 7    | 4  | 2  | 1  | 1  | 8  | 6  | +2  | Avanzan a Fase eliminatoria |
| Argelia    | 6    | 4  | 1  | 3  | 0  | 5  | 2  | +3  | Avanzan a Fase eliminatoria |
| Sudáfrica  | 6    | 4  | 1  | 3  | 0  | 6  | 5  | +1  |                             |
| Guinea     | 4    | 4  | 1  | 1  | 2  | 3  | 6  | –3  |                             |
| Níger      | 2    | 4  | 0  | 2  | 2  | 0  | 3  | –3  |                             |

| Fecha                | Lugar                                    | Local     | Resultado | Visitante |
| -------------------- | ---------------------------------------- | --------- | --------- | --------- |
| 4 de agosto de 2025  | Estadio Nelson Mandela, Kampala (Uganda) | Uganda    | 0 – 3     | Argelia   |
| 4 de agosto de 2025  | Estadio Nelson Mandela, Kampala (Uganda) | Níger     | 0 – 1     | Guinea    |
| 8 de agosto de 2025  | Estadio Nelson Mandela, Kampala (Uganda) | Uganda    | 3 – 0     | Guinea    |
| 8 de agosto de 2025  | Estadio Nelson Mandela, Kampala (Uganda) | Sudáfrica | 1 – 1     | Argelia   |
| 11 de agosto de 2025 | Estadio Nelson Mandela, Kampala (Uganda) | Sudáfrica | 2 – 1     | Guinea    |
| 11 de agosto de 2025 | Estadio Nelson Mandela, Kampala (Uganda) | Uganda    | 2 – 0     | Níger     |
| 15 de agosto de 2025 | Estadio Nelson Mandela, Kampala (Uganda) | Níger     | 0 – 0     | Sudáfrica |
| 15 de agosto de 2025 | Estadio Nelson Mandela, Kampala (Uganda) | Guinea    | 1 – 1     | Argelia   |
| 18 de agosto de 2025 | Estadio Nelson Mandela, Kampala (Uganda) | Sudáfrica | 3 – 3     | Uganda    |
| 18 de agosto de 2025 | Estadio Nacional Nyayo, Nairobi (Kenia)  | Argelia   | 0 – 0     | Níger     |

### Grupo D
| Selección | Pts. | PJ | PG | PE | PP | GF | GC | Dif | Situación                   |
| --------- | ---- | -- | -- | -- | -- | -- | -- | --- | --------------------------- |
| Sudán     | 5    | 3  | 1  | 2  | 0  | 5  | 1  | +4  | Avanzan a Fase eliminatoria |
| Senegal   | 5    | 3  | 1  | 2  | 0  | 2  | 1  | +1  | Avanzan a Fase eliminatoria |
| Nigeria   | 3    | 3  | 1  | 0  | 2  | 2  | 5  | –3  |                             |
| Congo     | 2    | 3  | 0  | 2  | 1  | 2  | 4  | –2  |                             |

| Fecha                | Lugar                                           | Local   | Resultado | Visitante |
| -------------------- | ----------------------------------------------- | ------- | --------- | --------- |
| 5 de agosto de 2025  | Estadio Amaan, Stone Town (Tanzania)            | Senegal | 1 – 0     | Nigeria   |
| 5 de agosto de 2025  | Estadio Amaan, Stone Town (Tanzania)            | Congo   | 1 – 1     | Sudán     |
| 12 de agosto de 2025 | Estadio Amaan, Stone Town (Tanzania)            | Senegal | 1 – 1     | Congo     |
| 12 de agosto de 2025 | Estadio Amaan, Stone Town (Tanzania)            | Sudán   | 4 – 0     | Nigeria   |
| 19 de agosto de 2025 | Estadio Benjamin Mkapa, Dar es-Salam (Tanzania) | Nigeria | 2 – 0     | Congo     |
| 19 de agosto de 2025 | Estadio Amaan, Stone Town (Tanzania)            | Sudán   | 0 – 0     | Senegal   |

## Fase eliminatoria
En la fase eliminatoria, se utilizarán tiempos extra y tandas de penaltis para decidir el ganador, si es necesario, excepto en el partido por el tercer puesto, en el que se utilizarán tiempos extra (sin tiempos extra ) para decidir el ganador, si es necesario (artículo 75 del Reglamento).
|  | Cuartos de final            | Cuartos de final       |                             |   | Semifinales                  | Semifinales                  |  |  | Final | Final |
|  |                             |                        |                             |   |                              |                              |  |  |       |       |
|  | 22 de agosto – Nairobi      |                        |                             |   |                              |                              |  |  |       |       |
|  |                             |                        |                             |   |                              |                              |  |  |       |       |
|  | Kenia                       | -                      |                             |   |                              |                              |  |  |       |       |
|  | Kenia                       | -                      | 26 de agosto – Dar es-Salam |   |                              |                              |  |  |       |       |
|  | Madagascar                  | -                      |                             |   |                              |                              |  |  |       |       |
|  | Madagascar                  | -                      | ?                           | - |                              |                              |  |  |       |       |
|  | 23 de agosto – Stone Town   |                        | ?                           | - |                              |                              |  |  |       |       |
|  |                             | ?                      | -                           |   |                              |                              |  |  |       |       |
|  | Sudán                       | ?                      | -                           | - |                              |                              |  |  |       |       |
|  | Sudán                       |                        | 30 de agosto – Nairobi      | - |                              |                              |  |  |       |       |
|  | Argelia                     | -                      |                             |   |                              |                              |  |  |       |       |
|  | Argelia                     | -                      | ?                           | - |                              |                              |  |  |       |       |
|  | 23 de agosto – Kampala      |                        | ?                           | - |                              |                              |  |  |       |       |
|  |                             | ?                      | -                           |   |                              |                              |  |  |       |       |
|  | Uganda                      | ?                      | -                           | - |                              |                              |  |  |       |       |
|  | Uganda                      | 26 de agosto – Kampala |                             | - |                              |                              |  |  |       |       |
|  | Senegal                     | -                      |                             |   |                              |                              |  |  |       |       |
|  | Senegal                     | -                      | ?                           | - |                              |                              |  |  |       |       |
|  | 22 de agosto – Dar es-Salam |                        | ?                           | - |                              |                              |  |  |       |       |
|  |                             | ?                      | -                           |   | Partido por el tercer puesto | Partido por el tercer puesto |  |  |       |       |
|  | Tanzania                    | ?                      | -                           | - | Partido por el tercer puesto | Partido por el tercer puesto |  |  |       |       |
|  | Tanzania                    |                        | 29 de agosto – Kampala      | - |                              |                              |  |  |       |       |
|  | Marruecos                   | -                      |                             |   |                              |                              |  |  |       |       |
|  | Marruecos                   | -                      | ?                           | - |                              |                              |  |  |       |       |
|  |                             |                        |                             |   |                              |                              |  |  |       |       |
|  | ?                           | -                      |                             |   |                              |                              |  |  |       |       |
|  | ?                           | -                      |                             |   |                              |                              |  |  |       |       |

### Cuartos de final
| Fecha                | Lugar                                           | Local    | Resultado | Visitante  |
| -------------------- | ----------------------------------------------- | -------- | --------- | ---------- |
| 22 de agosto de 2025 | Centro Deportivo Moi, Nairobi (Kenia)           | Kenia    | –         | Madagascar |
| 22 de agosto de 2025 | Estadio Benjamin Mkapa, Dar es-Salam (Tanzania) | Tanzania | –         | Marruecos  |
| 23 de agosto de 2025 | Estadio Amaan, Stone Town (Tanzania)            | Sudán    | –         | Argelia    |
| 23 de agosto de 2025 | Estadio Nelson Mandela, Kampala (Uganda)        | Uganda   | –         | Senegal    |

### Semifinales
| Fecha                | Lugar                                           | Local | Resultado | Visitante |
| -------------------- | ----------------------------------------------- | ----- | --------- | --------- |
| 26 de agosto de 2025 | Estadio Benjamin Mkapa, Dar es-Salam (Tanzania) | ?     | –         | ?         |
| 26 de agosto de 2025 | Estadio Nelson Mandela, Kampala (Uganda)        | ?     | –         | ?         |

### Partido por el tercer puesto
| Fecha                | Lugar                                    | Local | Resultado | Visitante |
| -------------------- | ---------------------------------------- | ----- | --------- | --------- |
| 29 de agosto de 2025 | Estadio Nelson Mandela, Kampala (Uganda) | ?     | –         | ?         |

### Final
| Fecha                | Lugar                                 | Local | Resultado | Visitante |
| -------------------- | ------------------------------------- | ----- | --------- | --------- |
| 30 de agosto de 2025 | Centro Deportivo Moi, Nairobi (Kenia) | ?     | –         | ?         |

## Estadísticas

### Goleadores
| Jugador                    | Selección                       | Goles |
| -------------------------- | ------------------------------- | ----- |
| Austin Odhiambo            | Kenia                           | 2     |
| Clement Mzize              | Tanzania                        | 2     |
| Kaporal                    | Angola                          | 2     |
| Ryan Ogam                  | Kenia                           | 1     |
| Abdul Sopu                 | Tanzania                        | 1     |
| Zimbwe Jr                  | Tanzania                        | 1     |
| Shomari Kapombe            | Tanzania                        | 1     |
| Reagan Mpande              | Uganda                          | 1     |
| Allan Okello               | Uganda                          | 1     |
| Ivan Ahimbisibwe           | Uganda                          | 1     |
| Ayoub Ghezala              | Argelia                         | 1     |
| Abderrahmane Meziane       | Argelia                         | 1     |
| Sofiane Bayazid            | Argelia                         | 1     |
| Abdennour Belhocini        | Argelia                         | 1     |
| Jó Paciência               | Angola                          | 1     |
| Nasser Ouattara            | Burkina Faso                    | 1     |
| Abdoul Abass Guiro         | Burkina Faso                    | 1     |
| Patrick Malo               | Burkina Faso                    | 1     |
| Abdoul Baguian             | Burkina Faso                    | 1     |
| Sydney Tchibinda           | República Centroafricana        | 1     |
| Ange Zoumara               | República Centroafricana        | 1     |
| Carly Ekongo               | Congo                           | 1     |
| Ibrahim Matobo             | República Democrática del Congo | 1     |
| Malanga Horso Mwaku        | República Democrática del Congo | 1     |
| Mohamed 'Cantona' Bangoura | Guinea                          | 1     |
| Thabiso Kutumela           | Costa de Marfil                 | 1     |
| Nantenaina Razafimahatana  | Madagascar                      | 1     |
| Ahmed El Moctar            | Mauritania                      | 1     |
| Imad Riahi                 | Marruecos                       | 1     |
| Christian Gomis            | Senegal                         | 1     |
| Thabiso Kutumela           | Sudáfrica                       | 1     |
| Musa Hussien               | Sudán                           | 1     |
| Dominic Chanda             | Zambia                          | 1     |

### Autogoles
| Jugador | Selección | Rival     | Goles |
| ------- | --------- | --------- | ----- |
| Quinito | Angola    | Marruecos | 1     |

### Clasificación general
Las tablas de rendimiento no reflejan la clasificación final de los equipos, sino que muestran el rendimiento de los mismos atendiendo a la ronda final alcanzada.
Si en la segunda fase algún partido se define mediante tiros de penal, el resultado final del juego se considera empate.
| Pos. | Equipo                          | Pts | PJ | PG | PE | PP | GF | GC | Dif. | Rend.  |
| ---- | ------------------------------- | --- | -- | -- | -- | -- | -- | -- | ---- | ------ |
| 1    | Tanzania                        | 10  | 4  | 3  | 1  | 0  | 5  | 1  | +4   | 83.33% |
| 2    | Kenia                           | 10  | 4  | 3  | 1  | 0  | 4  | 1  | +3   | 83.33% |
| 3    | Marruecos                       | 9   | 4  | 3  | 0  | 1  | 8  | 3  | +5   | 75%    |
| 4    | Uganda                          | 7   | 4  | 2  | 1  | 1  | 8  | 6  | +2   | 58.33% |
| 5    | Madagascar                      | 7   | 4  | 2  | 1  | 1  | 5  | 3  | +2   | 58.33% |
| 6    | Argelia                         | 6   | 4  | 1  | 3  | 0  | 5  | 2  | +3   | 50%    |
| 7    | Sudán                           | 5   | 3  | 1  | 2  | 0  | 5  | 1  | +4   | 55.56% |
| 8    | Senegal                         | 5   | 3  | 1  | 2  | 0  | 2  | 1  | +1   | 55.56% |
| 9    | Mauritania                      | 7   | 4  | 2  | 1  | 1  | 2  | 1  | +1   | 58.33% |
| 10   | Sudáfrica                       | 6   | 4  | 1  | 3  | 0  | 6  | 5  | +1   | 50%    |
| 11   | República Democrática del Congo | 6   | 4  | 2  | 0  | 2  | 5  | 4  | +1   | 50%    |
| 12   | Angola                          | 4   | 4  | 1  | 1  | 2  | 3  | 6  | –3   | 33.33% |
| 13   | Guinea                          | 4   | 4  | 1  | 1  | 2  | 3  | 6  | –3   | 33.33% |
| 14   | Nigeria                         | 3   | 3  | 1  | 0  | 2  | 2  | 5  | –3   | 33.33% |
| 15   | Burkina Faso                    | 3   | 4  | 1  | 0  | 3  | 5  | 7  | –2   | 25%    |
| 16   | Congo                           | 2   | 3  | 0  | 2  | 1  | 2  | 4  | –2   | 16.67% |
| 17   | Níger                           | 2   | 4  | 0  | 2  | 2  | 0  | 3  | –3   | 16.67% |
| 18   | República Centroafricana        | 1   | 4  | 0  | 1  | 3  | 2  | 7  | –5   | 8.33%  |
| 19   | Zambia                          | 0   | 4  | 0  | 0  | 4  | 2  | 8  | –6   | 0%     |